# Elisabeth Rachlew
Gerd Elisabeth Rachlew (tidigare Källne), född 12 januari 1944, är en svensk fysiker.
Rachlew disputerade 1973 vid Uppsala universitet och är professor i fysik vid Kungliga Tekniska högskolan (KTH).
Hennes forskning gäller dels fusion (framför allt studier av fusionsplasma) och dels utnyttjande av synkrotronstrålning. Inom det senare området utnyttjar hennes forskargrupp vid KTH MAX-lab i Lund för experiment.
Rachlew invaldes 2005 som ledamot av Kungliga Vetenskapsakademien.